# 에모노가타리
에모노가타리(일본어: 絵物語)는 삽화의 비율이 매우 높은 소설, 혹은 지지거를 책으로 이식한 것, 혹은 그림책의 문장량이 늘어난 것이다. 만화의 그림과 글이 분리된 것이라고도 말할 수 있다. 지지거, 그림책, 만화의 교점에 위치한 장르로서, 다른 셋과의 장르적 경계가 지극히 애매하였다.
에모노가타리라는 말은 오카모토 잇페이의 『진스케 에모노가타리』(1917년)와 같이 전전기에도 사용된 예가 있다. 전중기에는 검열을 피하기 위해 만화 대신 에모노가타리를 칭한 예도 있다.
에모노가타리의 발상은 지지거 작가 야마카와 소우지에게 잡지 『소년 구락부』 편집자가 혼자서 읽을 수 있는 ‘지상(誌上) 지지거’라는 형식의 읽을거리를 제안하여 야마카와가 집필한 것이 최초로 여겨진다. 명확한 형태로 확인되는 최초의 작품은 1930년대의 것이다(『소년 구락부』 1939년 7월호).
에모노가타리는 2차대전 종전 이후 부흥기에 특히 유행했다. 대부분의 경우 그림과 글을 같은 작가가 담당했고, 삽화에 말풍선이 그려진 것도 있었기에 만화의 일종으로 여겨지기도 한다.
에모노가타리 작가는 지지거 작가, 일러스트레이터, 애니메이터, 만화가를 겸하기도 했다. 대표적인 작가로는 야마카와 소우지, 코마츠자키 시게루가 있다. 현대 일본 만화의 중시조인 테즈카 오사무, 애니메이션 작가 미야자키 하야오도 에모노가타리 형식의 작품을 남겼다.
에모노가타리는 쇼와 20년대(1945년-1955년)에 반짝 짧게 유행했지만, 쇼와 30년대(1955년-1965년)에 등장하는 극화 운동에 영향을 주었다고도 한다.